# Junkovac (gmina miejska Lazarevac)
Junkovac (cyr. Јунковац) – wieś w Serbii, w mieście Belgrad, w gminie miejskiej Lazarevac. W 2011 roku liczyła 834 mieszkańców.